# Moje zprávy
Moje zprávy jsou český televizní pořad, vysílaný v letech 2018–2024 na TV Barrandov.

## O pořadu
Moje zprávy jsou náhradou za pořad Naše zprávy, který byl zrušen v srpnu 2018.
Moderátor relace Jaromír Soukup v pořadu rozebírá aktuální dění. Podle jeho slov není relace „žádné dlouhé vysvětlování, ale nadhled a extra velká porce ironie“. Moje zprávy dle rozhodnutí Rady pro rozhlasové a televizní vysílání nebyly zpravodajským pořadem. Z toho důvodu, že dle licence má TV Barrandov povinnost vysílat zpravodajství, byl v lednu 2019 pořad Naše zprávy do vysílání televize Barrandov navrácen.
Od září 2020 pořad nahradil Naše zprávy, které byly zrušeny. Zároveň byl změněn koncept pořadu, a z Mých zpráv se tak stal zpravodajský pořad. Rovněž byla upravena stopáž pořadu, a to na 5 minut.
Pořad byl zrušen v červnu 2024, kdy došlo k obnovení Našich zpráv.